# 五叶黄连
五叶黄连又名台灣黃連、臺灣黃連、森氏黃連（学名：Coptis quinquefolia）为毛茛科黄连属下的一个种，分布於台灣、日本。

## 扩展阅读
- 維基物種上的相關：五叶黄连